# Паула Весселі
Па́ула Анна Марія Ве́сселі (нім. Paula Wessely; нар. 20 січня 1907, Відень, Австро-Угорщина — пом. 11 травня 2000, Відень, Австрія) — австрійська акторка театру і кіно, кінопродюсер.

## Біографія
Паула Анна Марія Весселі народилася 20 січня 1907 року в сім'ї віденського м'ясника Карла Весселі, його старша сестра Жозефіна, тітка Паули, була зіркою віденського Бурґтеатру, але несподівано померла у віці 27 років. У гримувальній Паули Весселі завжди стояв портрет Жозефіни Весселі. Мати Паули Ханна захоплювалася в юності хореографією, але за наполяганням брата-вчителя відмовилася від роботи в кордебалеті.
Дебют Паули відбувся 18 травня 1922 року на шкільному благодійному вечорі, де вона виступила в ролі Агнеси в одноактній п'єсі «Фріцхен» Германа Зудермана. У 1922 році Паулу Весселі було прийнято до Державної академії музики й виконавського мистецтва. Після закінчення академії Весселі відвідувала семінари Макса Рейнгардта.
У 1924 році Весселі вперше вийшла на сцену віденського Фолькстеатру, де служила до 1926 року і була задіяна переважно в ролях служниць. Восени 1926 року Весселі отримала запрошення від Леопольда Крамера в Німецький театр у Празі, де її партнером по сцені став Аттіла Гьорбіґер. Через рік, у 1927 році, Весселі повернулася на роботу у віденський Фолькстеатр до Рудольфу Беєра.
З 1929 року Весселі з майбутнім чоловіком Аттілою Гьорбіґером була зайнята в постановках Макса Рейнгардта в Театрі у Йозефштадті. Її супутником життя в цей час був актор Ганс Ярай, з яким вона познайомилася у Фолькстеатрі. У 1930 році Весселі вперше взяла участь в Зальцбурзькому фестивалі в престижній постановці Рейнхардта — в ролі Луїзи в «Підступності і коханні» за Ф. Шиллером. З 1932 року Паула Весселі працювала у Рейнгардта в Німецькому театрі в Берліні.

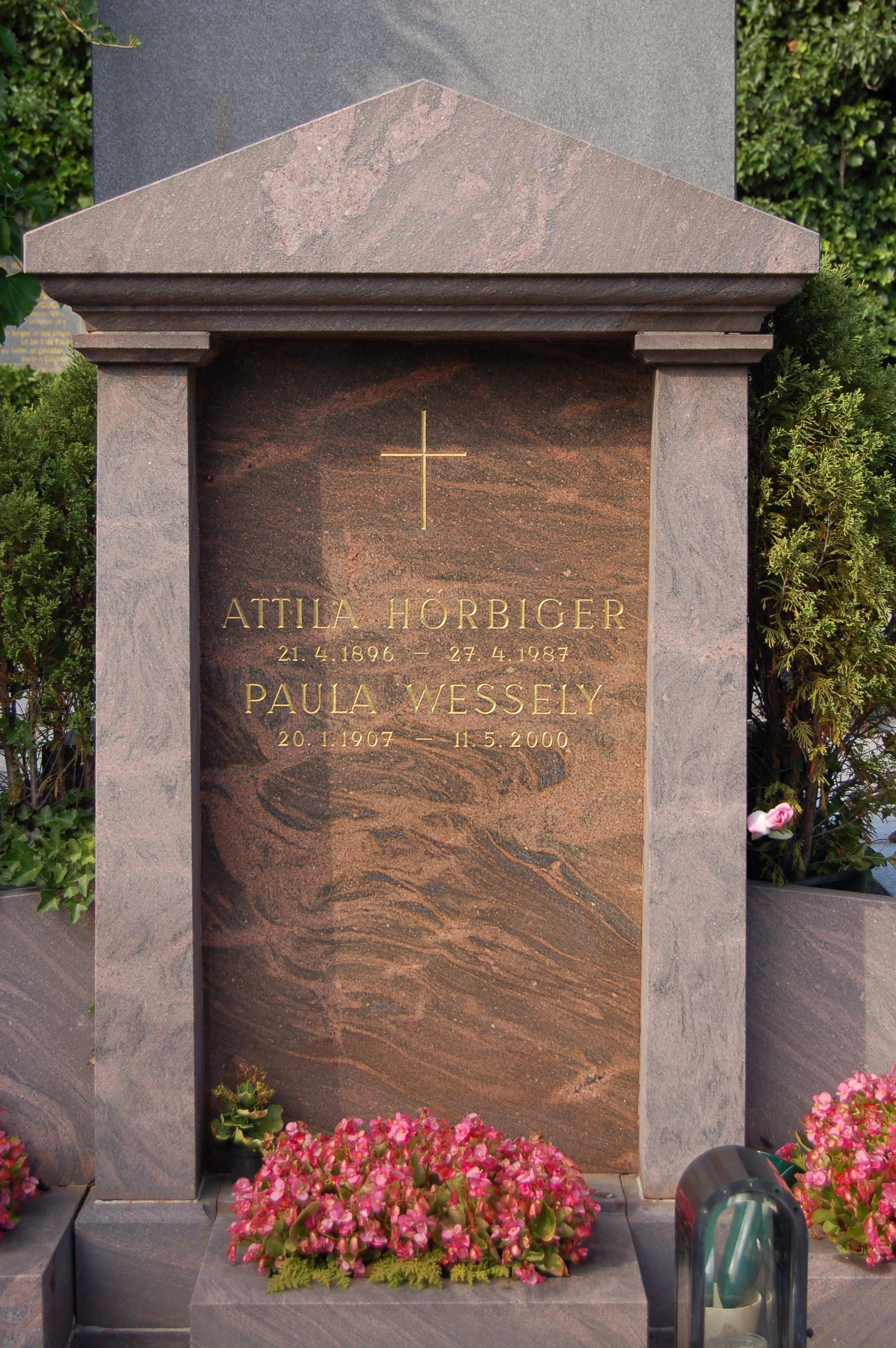
Могила Паули Весселі і Аттіли Гьорбіґера на Грінцинзькому цвинтарі у Відні

Справжній успіх прийшов до Весселі 17 вересня 1932 року завдяки ролі Рози Бернд за Г. Гауптманом у постановці Карлгайнца Мартіна. За цією творчою удачею була головна роль в опереті «Сіссі» Фріца Крейслера, для якої вона брала уроки вокалу.
Після численних невдалих проб в кіно Паулі Вессели дісталася роль у фільмі «Маскарад» за участю Адольфа Вольбрюка. 22 вересня 1934 року Паула Весселі отримала запрошення на прийом у Гітлера. У 1935 році Весселі знялася у стрічці «Епізод», за яку отримала Кубок Вольпі Венеційського кінофестивалю. У тому ж році вона заснувала власну продюсерську компанію Vienna-Film Ges. m. b. H., яка після аншлюсу була ліквідована через неарійське походження її компаньйонів. За участь у пропагандистській продукції Третього Рейху, в тому числі у фільмах, знятих на Wien-Film і UFA, особливо, за «Повернення додому» (1941), Паула Весселі піддавалася згодом різкій критиці і неодноразово висловлювала своє співчуття з приводу своєї участі у цьому фільмі.
23 листопада 1935 року у віденській ратуші відбулася церемонія одруження Паули Весселі з актором Аттілою Гьорбіґером. Подружжя придбало будинок в Грінцингу, наступного року у них народилася донька Елізабет, у 1938 році — донька Крістіана, а в 1945 році — донька Мареса. Сім'я жила в достатку, і Паула не залишала роботи в кіно і театрі.
Після війни Весселі отримала заборону на виступи від американської окупаційної влади і працювала у французькій зоні окупації в інсбрукському земельному театрі. Восени 1946 року Паула Весселі піддавалася численним допитам і пережила серйозну кризу, цей період її життя знайшов відображення в п'єсі Ельфріде Єлінек «Бурґтеатр». Паула Вессели продовжувала акторську кар'єру аж до кінця 1980-х років, останні роки життя провела на самоті у своєму будинку.
Померла Паула Весселі 11 травня 2000 у Відні від бронхіту у віці 93-х років. Похована у Відні на Грінцинзькому цвинтарі.

## Фільмографія (вибіркова)
Акторка
| Рік  |    | Українська назва                                 | Оригінальна назва                                            | Роль                              |
| ---- | -- | ------------------------------------------------ | ------------------------------------------------------------ | --------------------------------- |
| 1934 | ф  | Маскарад                                         | Maskerade                                                    | Леопольдіна Дур                   |
| 1934 | ф  | Так закінчилося кохання                          | So endete eine Liebe                                         | велика герцогиня Марія-Луїза      |
| 1935 | ф  | Епізод                                           | Episode                                                      | Валері Гартнер                    |
| 1936 | ф  | Урожай                                           | Ernte                                                        | Юліка                             |
| 1937 | ф  | Великі безумства                                 | Die ganz großen Torheiten                                    | Тереза Брандль                    |
| 1938 | ф  | Дзеркало життя                                   | Spiegel des Lebens                                           | Йоганна «Ханна» Карфрайт          |
| 1939 | ф  | Помилка дипломата                                | Maria Ilona                                                  | марія Ілона фон Волкерсдорф       |
| 1940 | ф  | На все життя                                     | Ein Leben lang                                               | Агнес Зітала                      |
| 1941 | ф  | Повернення додому                                | Heimkehr                                                     | Марія Томас                       |
| 1943 | ф  | Пізнє кохання                                    | Späte Liebe                                                  | Софі фон Анґерспанґ               |
| 1943 | ф  | Розумна Маріанна                                 | Die kluge Marianne                                           | Маріанна                          |
| 1944 | ф  | Серце повинне мовчати                            | Das Herz muß schweigen                                       | Максиміліана Фрей                 |
| 1948 | ф  | Віденська кавалькада                             | Der Engel mit der Posaune                                    | Генріетта Штейн                   |
| 1949 | ф  | Бродяга                                          | Vagabunden                                                   | доктор Елізабет Камма             |
| 1950 | ф  | Кордула                                          | Cordula                                                      | Кордула                           |
| 1951 | ф  | Марія Терезія                                    | Maria Theresia                                               | Марія Терезія                     |
| 1953 | ф  | Я і моя дружина                                  | Ich und meine Frau                                           | Софі Наґльмюллер                  |
| 1954 | ф  | Світло любові                                    | Das Licht der Liebe                                          | Кіте Зеллер                       |
| 1954 | ф  | Шлях у минуле                                    | Weg in die Vergangenheit                                     | Габріель Гартнер                  |
| 1955 | ф  | Володарка Золотої Корони                         | Die Wirtin zur Goldenen Krone                                | принцеса Піа Марія / Марія Ліндер |
| 1957 | ф  | Неповнолітня                                     | Noch minderjährig                                            | Луїза Готшальк                    |
| 1957 | ф  | На відміну від нас з вами                        | Anders als du und ich                                        | Кріста Тйшманн                    |
| 1959 | ф  | Неповноцінний шлюб                               | Die unvollkommene Ehe                                        | фрау доктор Вініфред Лерт         |
| 1960 | тф | Далека країна                                    | Das weite Land                                               | Дженія                            |
| 1961 | ф  | Ім'ярек                                          | Jedermann                                                    | Glaube                            |
| 1964 | тф | Жінка не має значення                            | Eine Frau ohne Bedeutung                                     | місіс Арбутнот                    |
| 1978 | тф | Великий короп Фердинанд та інші різдвяні історії | Der große Karpfen Ferdinand und andere Weihnachtsgeschichten | фрау Шумахер, вдова               |

Продюсер
| Рік  | Фільм                       | Оригінальна назва             | Режисер           | Примітки                                   |
| ---- | --------------------------- | ----------------------------- | ----------------- | ------------------------------------------ |
| 1938 | Дзеркало життя              | Spiegel des Lebens            | Геза фон Больварі | виконавчий продюсер                        |
| 1950 | Кордула                     | Cordula                       | Густав Учицкі     |                                            |
| 1951 | Марія Терезія               | Maria Theresia                | Еміль Е. Рейнерт  |                                            |
| 1954 | Світло любові               | Das Licht der Liebe           | Роберт А. Штеммле | виконавчий продюсер, в титрах не зазначена |
| 1954 | Шлях у минуле               | Weg in die Vergangenheit      | Карл Гартль       |                                            |
| 1955 | Володарка Золотої Корони    | Die Wirtin zur Goldenen Krone | Тео Лінген        | виконавчий продюсер                        |
| 1956 | Кохання, яке втрачає голову | Liebe, die den Kopf verliert  | Томас Енгель      |                                            |
| 1957 | Неповнолітня                | Noch minderjährig             | Георг Тресслер    |                                            |
| 1959 | Неповноцінний шлюб          | Die unvollkommene Ehe         | Роберт А. Штеммле | виконавчий продюсер                        |

## Визнання
| Нагороди та номінації Паули Весселі | Нагороди та номінації Паули Весселі                                                              | Нагороди та номінації Паули Весселі                                                              | Нагороди та номінації Паули Весселі |
| Рік                                 | Категорія                                                                                        | Фільм                                                                                            | Результат                           |
| ----------------------------------- | ------------------------------------------------------------------------------------------------ | ------------------------------------------------------------------------------------------------ | ----------------------------------- |
| Венеційський кінофестиваль          |                                                                                                  |                                                                                                  |                                     |
| 1935                                | Кубок Вольпі за найкращу жіночу роль                                                             | Епізод                                                                                           | Перемога                            |
| Deutscher Filmpreis                 |                                                                                                  |                                                                                                  |                                     |
| 1984                                | Почесна нагорода — за видатний особистий внесок в німецький кінематограф протягом багатьох років | Почесна нагорода — за видатний особистий внесок в німецький кінематограф протягом багатьох років | Перемога                            |